# Borís Romanchenko
Borís Tymofiyovych Romanchenko (Bondari, 20 de enero de 1926-Járkov, 18 de marzo de 2022) fue una figura pública y activista ucraniano. Fue un sobreviviente del holocausto hacia los nos judíos el cual sobrevivió a los campos de concentración de Buchenwald, Dora y Bergen-Belsen. Falleció a causa de los ataques aéreos rusos durante la Batalla de Járkov, en el marco de la invasión rusa a Ucrania de 2022.

## Biografía
Nació el 20 de enero de 1926 en Bondari, óblast de Sumy, RSS de Ucrania (actual Ucrania).
A los 16 años, fue capturado y deportado a Dortmund, en la Alemania nazi, donde tuvo que realizar trabajos forzados en una mina de carbón. Tras un intento fallido de fuga, fue internado en el campo de concentración de Buchenwald. Posteriormente, fue obligado a trabajar en la producción de cohetes V-2 en el Centro de Investigación del Ejército de Peenemünde. Fue trasladado al campo de concentración de Mittelbau-Dora y finalmente liberado en el campo de concentración de Bergen-Belsen. Tras regresar a casa, estudió en Járkov.
Tras sobrevivir a tres campos de concentración nazis, compartió activamente sus recuerdos de aquellos sucesos y participó en la preservación de la memoria de las tragedias causadas por los nazis. Fue vicepresidente (por Ucrania) del Comité Internacional de ex prisioneros de Buchenwald-Dora. También ha visitado repetidamente el lugar donde estuvo encarcelado, señalando que, si bien es difícil permanecer allí, es una oportunidad excepcional para ver a quienes sobrevivieron a los campos.
El 12 de abril de 2015, habló en el lugar del antiguo campo de concentración de Buchenwald, citando el Juramento de Buchenwald en ruso : "Наш идеал — построить новый мир мира и свободы" ("Nuestro ideal es construir un nuevo mundo de paz y libertad").

### Fallecimiento
Vivía en la zona de Saltivka, en Járkov, en el momento de su fallecimiento el 18 de marzo de 2022. Su nieta, Yulia Romanchenko, dijo que hubo bombardeos en la zona y que, cuando llegó a su casa, estaba completamente incendiada. El Ministro de Asuntos Exteriores ucraniano, Dmitró Kuleba, comentó en Twitter: "Un crimen atroz. Sobrevivió a Hitler, asesinado por Putin".
El Ayuntamiento de Leipzig, Alemania, decidió el 9 de noviembre de 2022 cambiar el nombre de la calle "Turmgutstraße" en la zona de Gohlis en Leipzig, donde también se encuentra el Consulado General de la Federación Rusa, en honor a Romanchenko a "Boris-Romantschenko-Straße".